# Robert F. Barkowski
Robert F. Barkowski (ur. 29 marca 1963 w Zielonej Górze) – polski pisarz.

## Życiorys
Dzieciństwo, lata szkolne, i początek pracy zawodowej spędził w Gdańsku. Od końca lat 80. mieszka w Berlinie, gdzie studiował Elektroenergetykę i Informatykę (HTW Berlin).
Zaangażowany w popularyzację i upowszechnianie w Niemczech literatury polskiej i historii Polski – między innymi oprócz własnych publikacji współpraca z niemieckimi wydawnictwami w celu wydania w Niemczech interesujących książek polskich autorów lub przybliżających wiedzę o Polsce (np. Stanisław Lem, Antoni Sobański, Marek Edelman, Julien Bryan).
Ma syna Patryka Andrzeja (ur. 1982).
11 maja 2016 został odznaczony odznaką honorową „Zasłużony dla Kultury Polskiej” nadaną przez Ministra Kultury i Dziedzictwa Narodowego.
Jako pisarz związany z wydawnictwami: Parthas Verlag, Berlin (od 2001 roku), Bellona, Warszawa (od 2014 roku), Novae Res, Gdynia (w latach 2020-2023). Pisze po polsku i niemiecku.
Autor książek w zakresie: literatura piękna (powieść, opowiadanie, esej) oraz książki historyczne (popularnonaukowa, monografia, biografia).
Jest członkiem Związku Literatów Polskich, oddział w Zielonej Górze

## Twórczość

### Literatura piękna
- Unvorstellbar ist, was man erlebt (w: war jewesen, West-Berlin 1961–1989), Parthas Verlag (2009)[11].
- Włócznia, Novae Res (2021)[12].
- Opowieści połabskie, Novae Res (2022)[13].
- Odsiecz, Novae Res (2022)[14]
- Trzy pieczenie nad jednym ogniem (w: Sięgnąć wyobraźni – almanach konkursu literackiego Ikarowe Strofy 2023), Klub Dowództwa Generalnego Rodzajów Sił Zbrojnych (2024)[15].

#### Saga powieściowa „Na piastowskiej służbie”
- Włócznia Chrobrego, tom 1, Bellona (2025)[16].
- Słowiańskie zamęty, tom 2, Bellona (2025)[17].
- Bursztynowy krzyżyk, tom 3, Bellona (2025)[18].

#### Saga powieściowa „Przodkowie”
- Siemowit. Burzliwy, tom 1, Bellona (2023)[19].
- Siemowit. Zagubiony, tom 2, Bellona (2024)[20].
- Siemowit. Nieustępliwy, tom 3, Bellona (2024)[21].

### Książki historyczne
- Die Ottonen und das Konzept eines vereinten Europa, Parthas Verlag (2014)[22].
- Słowianie połabscy. Dzieje zagłady, Bellona (2015)[23], DeAgostini (2019).
- Tajemnice początków państwa polskiego – 966, Bellona (2016)[24].
- Historia wojen gdańskich - średniowiecze, Bellona (2017)[25].
- Poczet władców słowiańskich 631–1168 na Połabiu, Bellona (2017)[26].
- Bitwy Słowian, Bellona (2018)[27].
- Die Piasten und die Anfänge des polnischen Staates, Parthas Verlag (2018)[28].
- Bolesław I Chrobry. Pierwszy król Polski, Bellona (2025)[29].

#### Seria:Historyczne Bitwy
- Crotone 982, Bellona 2015)[30].
- Połabie 983, Bellona (2015)[31].
- Poitiers 732, Bellona (2016)[32].
- Lechowe Pole 955, Bellona (2016)[33].
- Krucjata połabska 1147, Bellona (2017)[34].
- Syberia 1581-1697, Bellona (2017)[35].
- Budziszyn 1002-1018, Bellona (2018)[36].
- Paryż 885-886, Bellona (2018)[37].
- Kijów 1018, Bellona (2019)[38].
- Ulm 1805, Bellona (2019)[39].
- Konungahella 1135, Bellona (2020)[40].
- Rugia 1168, Bellona (2021)[41].
- Fontenoy 841, Bellona (2022)[42].
- Pomorze Zachodnie 1185, Bellona (2023)[43].
- Dyrrachium 1081-1085, Bellona (2025)[44].